# Exallias
Exallias is een monotypisch geslacht van straalvinnige vissen uit de familie van naakte slijmvissen (Blenniidae). Het geslacht is voor het eerst wetenschappelijk beschreven in 1905 door Jordan & Evermann.

## Soort
- Exallias brevis (Kner, 1868)